# Fresh Fruit for Rotting Vegetables
Fresh Fruit for Rotting Vegetables is het debuutalbum van de Californische punkband Dead Kennedys. Het is het meest verkochte album van de band. Het album werd oorspronkelijk uitgebracht door Alternative Tentacles op 2 september 1980, en werd later heruitgegeven in oktober 2005.

## Nummers
Alle nummers van Jello Biafra tenzij anders aangegeven:
1. "Kill the Poor" – 3:07  (East Bay Ray, Jello Biafra)
2. "Forward to Death" – 1:23 (6025)
3. "When Ya Get Drafted" – 1:23
4. "Let's Lynch the Landlord" – 2:13
5. "Drug Me" – 1:56
6. "Your Emotions" – 1:20 (East Bay Ray)
7. "Chemical Warfare" – 2:58
8. "California Über Alles" – 3:03 (Jello Biafra, John Greenway)
9. "I Kill Children" – 2:04
10. "Stealing People's Mail" – 1:34
11. "Funland at the Beach" – 1:49
12. "Ill in the Head" – 2:46 (6025, Jello Biafra)
13. "Holiday in Cambodia" – 4:37 (Jello Biafra, John Greenway)
14. "Viva Las Vegas" – 2:42 (Doc Pomus, Mort Shuman)